# Indolestes sutteri
Indolestes sutteri är en trollsländeart som först beskrevs av Maurits Anne Lieftinck 1953.  Indolestes sutteri ingår i släktet Indolestes och familjen glansflicksländor. Inga underarter finns listade i Catalogue of Life.